# Puerto Varador
Puerto Varador es una localidad de las tierras bajas de Bolivia, al noreste del país. Se encuentra dentro del municipio de Trinidad de la provincia de Cercado en el departamento del Beni.

## Geografía
Puerto Varador tiene un clima tropical cálido y húmedo durante todo el año.
La temperatura media anual es de 26,2 °C, y las temperaturas medias mensuales difieren sólo ligeramente entre junio/julio con unos buenos 23 °C y octubre/diciembre con poco menos de 28 °C (véase el diagrama climático de Trinidad). La precipitación anual es de casi 2000 mm y, por lo tanto, más del doble que la precipitación en Europa Central. Los máximos de unos 300 mm en los meses de diciembre a febrero se comparan con valores bajos de unos 50 mm en julio/agosto.

## Transporte
Puerto Varador se encuentra a una distancia de 13 km por carretera al oeste de Trinidad, capital del departamento.

## Demografía
La población de la localidad se ha reducido a la mitad en las últimas dos décadas:
| Año  | Habitantes | Fuente |
| ---- | ---------- | ------ |
| 1992 | 278        | Censo  |
| 2001 | 632        | Censo  |
| 2012 | 813        | Censo  |